# Rally Cross
Rally Cross est un jeu vidéo de course de rallye, développé par Sony Interactive Studios America et édité par Sony Computer Entertainment, sorti en 1997 sur PlayStation. Il a pour suite Rally Cross 2.

## Apparitions au cinéma et à la télévision
- Rally Cross (la jaquette du jeu) apparaît dans un épisode de Friends, saison 5 épisode 20 (The One With The Ride Along), où Rachel va chez Ross pour préparer une margarita, la boite du jeu est dans la coupelle sous l'argent.